# Bolesław Konieczniak
Bolesław Konieczniak (ur. 18 października 1890 w Mijaczowie (obecnie dzielnica Myszkowa), zm. 31 marca 1974 w Myszkowie) – polski rewolucjonista, działacz socjalistyczny i komunistyczny.
Skończył 3 klasy szkoły podstawowej i został wytapiaczem stali w fabryce maszyn, w której pracował jego ojciec. 
Podczas rewolucji 1905 wstąpił do PPS, później przeszedł do SDKPiL. Uczestnik strajków i demonstracji przeciw władzy carskiej. 17 II 1908 dokonał zamachu bombowego na właściciela fabryki J. Bauerertza, dzień później został aresztowany i uwięziony w Piotrkowie, potem w X Pawilonie Cytadeli Warszawskiej. Skazany na 8 lat katorgi i bezterminowe zesłanie do Wołogdy. W latach 1911–1914 pracował przy budowie kolei w Mandżurii i k. jeziora Bajkał, IV 1915 zwolniony i skierowany na osiedlenie w gminie Tajlany k. Irkucka, w 1916 przeniósł się do Innokientiewska, gdzie skontaktował się z rosyjskimi rewolucjonistami, w Irkucku wstąpił do SDPRR(b). 
Po rewolucji lutowej 1917 wstąpił ochotniczo do 12 pp rosyjskiej armii w celu prowadzenia agitacji komunistycznej. VI 1917 wysłany na front w okolice Rygi i przeniesiony do 435 Jamborskiego Pułku Piechoty, w którym zorganizował bolszewicki komitet żołnierski. Otrzymał z Piotrogrodu drukarnię i zaczął wydawać pismo "Okopnaja Prawda", a potem "Okopnyj Nabat". Podczas rewolucji październikowej wybrany delegatem kompanii i członkiem Rady Delegatów Żołnierskich (RDŻ). Wstąpił do Czerwonej Gwardii i potem do Armii Czerwonej, walczył w wojnie domowej na Ukrainie i Kaukazie, IV 1918 zdemobilizowany, został robotnikiem kolejowym w Debalcewe w Donbasie. Jeden z głównych organizatorów strajku kolejowego w Debalcewe w 1918, w 1919 został zastępcą komendanta milicji i współpracownikiem Czeki, później był sanitariuszem i organizatorem komórki RKP(b) w pociągu sanitarnym. W latach 1921–1922 prelegent w Samarskim Zarządzie Oświatowo-Politycznym. IX 1922 wrócił do Polski i zamieszkał w Zawierciu, gdzie wstąpił do KPRP. Formierz w Hucie Hulczyńskiego w Zawierciu, w 1924 zredukowany z pracy, przeniósł się do Myszkowa, gdzie założył komórkę KPP. Od 1927 pracownik wytwórni papieru i celulozy, 21 IV 1928 aresztowany i uwięziony na 8 tygodni w Mysłowicach za działalność komunistyczną. Po zwolnieniu nadal działał w KPP, organizował strajki i demonstracje robotnicze. Działacz związków zawodowych robotników budowlanych. 
W 1943 był łącznikiem oddziałów partyzanckich GL, po wojnie działał w PPR i pracował w Myszkowskich Zakładach Papierniczych. Członek Komitetu Powiatowego (KP) PPR/PZPR w Myszkowie, od 1957 na rencie dla zasłużonych. 
Był odznaczony m.in. Orderem Sztandaru Pracy II klasy i Orderem Czerwonego Sztandaru.